# Třída Doğan
Třída Doğan je třída raketových člunů tureckého námořnictva postavená na základě typu FPB 57 německé loděnice Lürssen. Celkem bylo postaveno osm jednotek této třídy. Druhá čtyřčlenná skupina je někdy označována jako třída Rüzgâr. Na třídu později navázala mírně upravená třída Yıldız.

## Stavba
Třída byla vyvinuta na základě typové řady FPB 57 (číslo značí délku trupu v metrech) německé loděnice Lürssen. První jednotku postavila loděnice Lürssen ve Vegesacku a ostatních sedm turecká loděnice Taskizak v Istanbulu.
Jednotky třídy Doğan:
| Jméno           | Série | Spuštěna          | Vstup do služby   | Status                                                                                              |
| --------------- | ----- | ----------------- | ----------------- | --------------------------------------------------------------------------------------------------- |
| Doğan (P-340)   | 1     | 16. června 1976   | 23. prosince 1977 | Aktivní.                                                                                            |
| Marti (P-341)   | 1     | 28. července 1977 | 1. srpna 1978     | Aktivní.                                                                                            |
| Tayfun (P-342)  | 1     | 19. července 1979 | 10. července 1980 | Aktivní. Bude darováno maledivské pobřežní stráži..                                                 |
| Volkan (P-343)  | 1     | 11. srpna 1980    | 12. května 1981   | Vyřazen. Dne 15. srpna 2025 zařazena maledivským pobřežním strážím jako MCGS Dharumavantha (P 804). |
| Rüzgâr (P-344)  | 2     | 1984              | 14. února 1986    | Aktivní.                                                                                            |
| Poyraz (P-345)  | 2     | 17. prosince 1984 | 27. června 1987   | Aktivní.                                                                                            |
| Gurbet (P-346)  | 2     | 24. července 1987 | 25. října 1987    | Aktivní.                                                                                            |
| Fırtına (P-347) | 2     | 30. dubna 1988    | 22. června 1988   | Aktivní.                                                                                            |

## Konstrukce

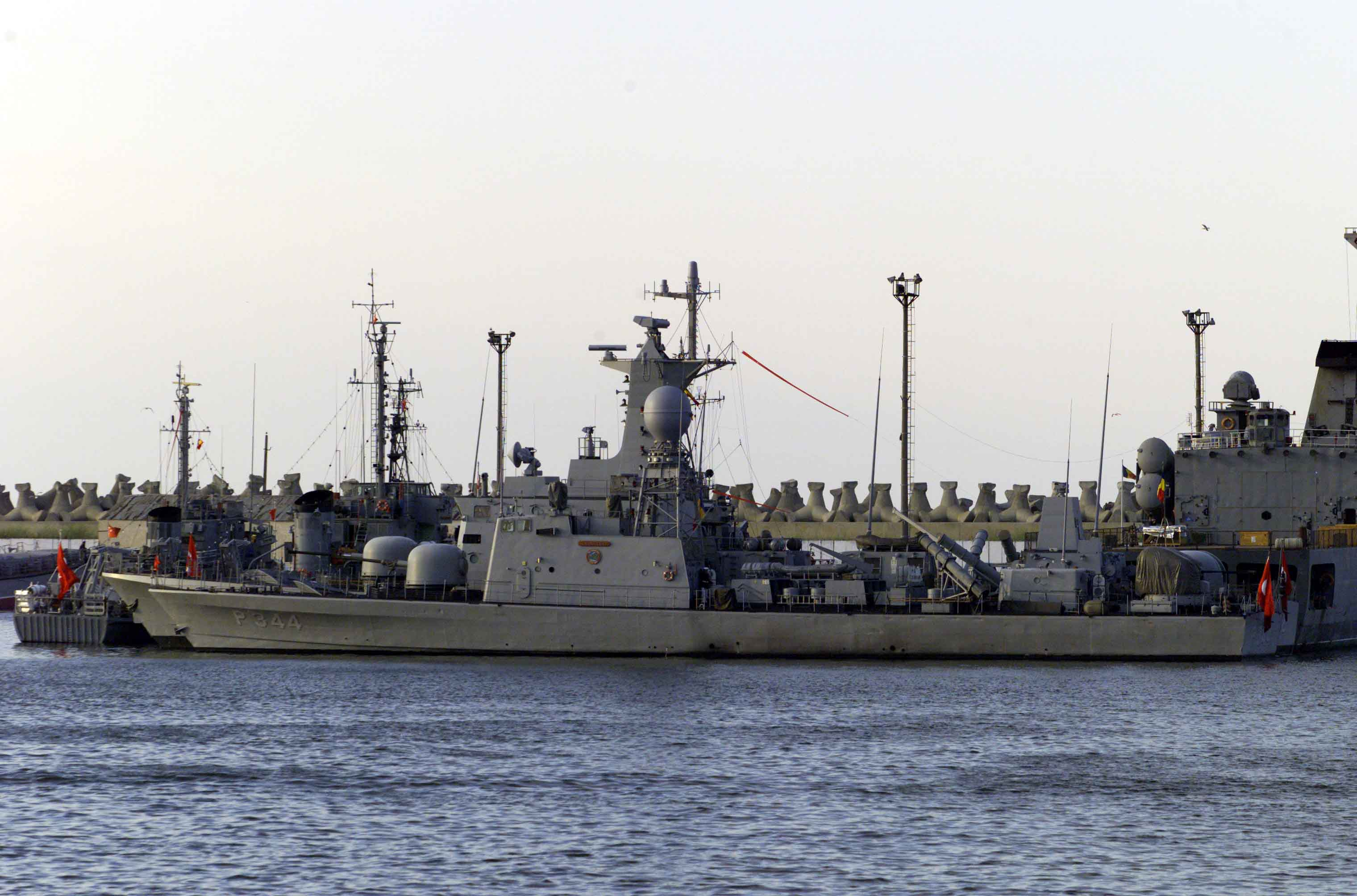
Rüzgâr (P-344)

Plavidla nesou bojový řídící systém TACTICOS, optotronický systém řízení palby LIOD Mk 2, navigační radar Decca TM 1226 a radar pro řízení palby WM-28/41. Hlavňovou výzbroj tvoří jeden dvouúčelový 76mm kanón OTO Melara Compact v dělové věži na přídi a 35mm dvojkanón Oerlikon ve dělové věži na zádi. Doplňují je dva 7,62mm kulomety. Údernou výzbroj tvoří až osm protilodních střel RGM-84A Harpoon. V době míru plavidla běžně nesou pouze čtyři střely. Pohonný systém tvoří čtyři diesely MTU 16V 956 TB91. Nejvyšší rychlost dosahuje 36,5 uzlu.